# Jüdische Gemeinde Neudenau
Eine jüdische Gemeinde in Neudenau, einer Stadt im Landkreis Heilbronn im nördlichen Baden-Württemberg, hat nach dem Nachweis einzelner Juden bis zurück ins 13. Jahrhundert insbesondere ab dem Ende des 17. Jahrhunderts bestanden.

## Geschichte
Neudenau befand sich von 1364 bis 1803 im Besitz von Kurmainz. Von 1803 bis 1806 gehörte es zum Fürstentum Leiningen und kam danach an Baden. Der älteste Nachweis über einzelne Juden im Ort stammt von 1298, als bei dem durch den fränkischen Ritter Rintfleisch ausgelösten Rintfleisch-Pogrom Neudenauer Juden ermordet wurden. In einer Urkunde des Mainzer Erzbischofs Berthold von Henneberg von 1492 wird der damals wieder eröffnete Jüdische Friedhof in Neudenau bereits als „von langen Jahren her gehabt“ bezeichnet, so dass er zu den ältesten Judenfriedhöfen in Südwestdeutschland zählt. Mit der Wiederaufnahme von Bestattungen durfte sich nach 1492 auch jeweils wieder ein einzelner Jude in Neudenau niederlassen. Eine Gemeinde entwickelte sich erst um 1700.  Die jüdische Gemeinde war arm und konnte erst 1875 einen seit 1820 geplanten Synagogenneubau als Ersatz für einen beengten Betsaal erbauen. Als Folge von Ab- und Auswanderung nahm die jüdische Gemeinde jedoch rasch ab.

## Nationalsozialistische Verfolgung
Mit Ausnahme der noch in Neudenau verstorbenen Mina Haas verzogen die jüdischen Einwohner zwischen 1935 und 1940 nach Pforzheim, Weinheim, München und Berlin. Mit Beschluss des Badischen Innenministeriums vom 8. November 1937 wurde die israelitische Gemeinde aufgelöst. Im Mai 1938 wurde die Synagoge vom Oberrat der israelitischen Gemeinde in Baden an den Nachbarn Martin Lang verkauft. Als am 22. Oktober 1940 die badischen Juden nach Gurs deportiert wurden, lebte in Neudenau selbst kein Jude mehr. Fünf ehemalige Neudenauer Juden wurden jedoch von Pforzheim, Weinheim und Karlsruhe aus deportiert. Von ihnen starben zwei im Lager Gurs, drei sind in Auschwitz verschollen ... (Angerbauer/Frank, S. 181)
Das Gedenkbuch des Bundesarchivs verzeichnet 13 in Neudenau geborene jüdische Bürger, die dem Völkermord des nationalsozialistischen Regimes zum Opfer fielen.

## Bürgerliche Namen
Als alle Juden in Baden 1809 erbliche Familiennamen annehmen mussten, nahmen die elf Familienvorstände der Neudenauer Juden die Namen Rosenberg (2×), Abendstern, Ehrlich, Fröhlich, Fuchs, Haas, Klein, Schuster, Schwan und Stark an.

## Gemeindeentwicklung
| Jahr | Gemeindemitglieder |
| ---- | ------------------ |
| 1796 | 36 Personen        |
| 1806 | 54 Personen        |
| 1852 | 46 Personen        |
| 1883 | 50 Personen        |
| 1910 | 26 Personen        |
| 1925 | 12 Personen        |
| 1933 | 9 Personen         |